# Fiori nel cemento
Fiori nel cemento è un singolo dei cantanti italiani Jelecrois e Settembre e del collettivo di produttori discografici italiani Milano Mobster, pubblicato il 18 ottobre 2024 come estratto dal primo EP Androgenino di Jelecrois.

## Descrizione
Il brano è nato come rielaborazione del brano Quello che del gruppo musicale 99 Posse e parla della potenza dell'amore e dell'incapacità di spiegarlo a parole.

## Tracce
Testi e musiche di Andrea Settembre, Alessandro Ricci, Ernesto Conocchia, Gabriele Romano, Gianluca Spettoli, Luca Abbiati, Luca Persico, Luna Silvia Dragonieri, Marco Messina, Maria Di Donna, Maria Teresa Pini e Massimiliano Jovine.
1. Fiori nel cemento – 2:53